# Lia Kohl

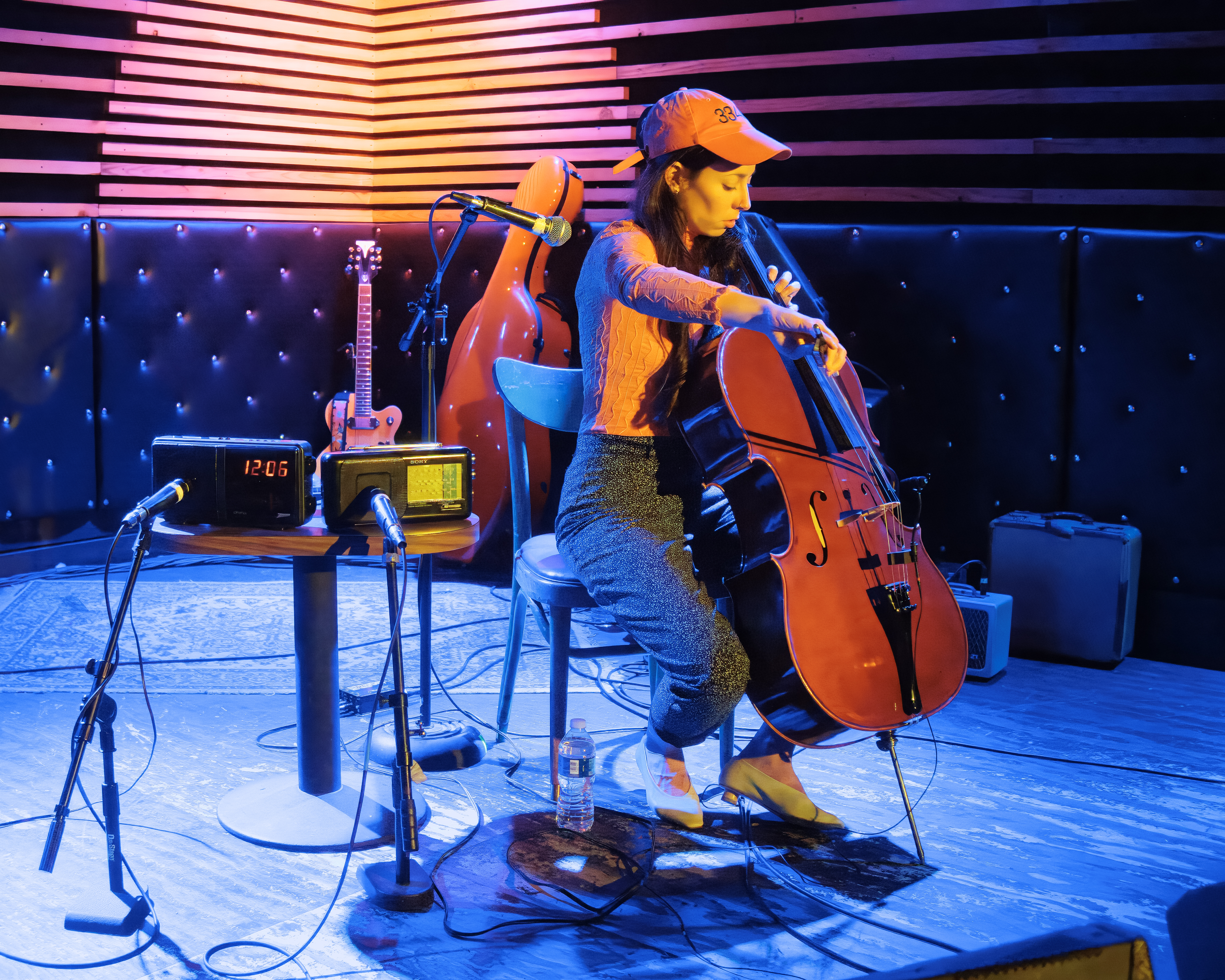
Lia Kohl bei einem Auftritt mit Macie Stewart (nicht abgebildet) in The Sunset Tavern, Seattle 2023

Lia Irene Kohl (* 1989 in New York City) ist eine US-amerikanische Cellistin, Komponistin und Performancekünstlerin.

## Leben und Wirken
Kohl wuchs in San Francisco in einer Musikerfamilie auf begann mit acht Jahren Cello zu lernen. Daraufhin spielte sie in Jugendorchestern, besuchte Musikcamps und Sommermeisterkurse in Europa. Nach dem College (Jacobs School of Music an der Indiana University) lebte sie eine Zeitlang in Berlin und New York.
Nachdem Kohl 2013 nach Chicago gezogen war, um bei einem Interpreten des Chicago Symphony Orchestra zu studieren, fand sie ihr eigenes musikalisches Terrain. Sie arbeitete mit Tänzern zusammen, wirkte bei Aufnahmen u. a. von Steve Gunn, Claire Rousay, James Elkington und Whitney Johnson mit. Mit Zachary Good entstand Standing Lenticular; des Weiteren veröffentlichte sie mit Macie Stewart 2019 das Duoalbum Pocket Full of Bees. Mit Marvin Tate, Gerrit Hatcher, Erwan Keravec und Gaspar Claus bildete sie das kollaborative Projekt Temple of Enthusiasm (The Bridge Sessions, 2022). 2021 wirkte sie bei Makaya McCravens Album In These Times mit; ferner an dessen Livealbum International Anthem @ Public Records (Volume 3) (2022). Außerdem arbeitete sie mit Performance-Gruppen (einschließlich der Multimedia-Firma Manual Cinema) und Ensembles wie dem Neue-Musik-Kollektiv Honestly Same und den Pop-orientierten Bands Whitney und Finom (ehemals Ohmme, mit Macie Stewart).
Kohl schafft Musik- und Multimedia-Performances, die Ton, Video, Bewegung, Theater und skulpturale Objekte integrieren, und führt diese auf. Sie präsentierte Arbeiten und trat im Art Institute of Chicago, im Museum of Contemporary Art (Chicago), im Walker Art Center, im Chicago Symphony Center und im Eckhart Park Pool auf und hatte Residenzaufenthalte bei Mana Contemporary Chicago, High Concept Labs und der der Performance Art Gallery, im Mills College und an der Stanford University.
Sie ist Kuratorin und Ensemblemitglied des polydisziplinären Performance-Ensembles Mocrep. Als Improvisatorin und Mitarbeiterin hat sie im Kulturaustausch in Mexiko, Frankreich, Deutschland, Dänemark, China und Großbritannien gearbeitet. Sie hat auf vier Kontinenten getourt. Zu den häufigen Mitarbeitern gehören ZRL (Ryan Packard und Zachary Good), Katinka Kleijn, Jasmine Mendoza und Corey Smith. Sie tourte regelmäßig mit der Puppentheatergruppe Manual Cinema und wirkte bei der Erstellung von 60 Songs in 60 Minutes mit, einer monatlichen Show mit den Neo-Futurists.
Unter eigenem Namen legte Kohl die Produktionen Too Small to be a Plain (Shinyoko/Artist Pool), Untitled Radio (futile, fertile) (Longform Editions) und 2023 The Ceiling Reposes vor. Bei letzterem erweiterte Kohl ihre Praxis, Improvisationen zu schichten, um Musik zu schaffen, und diese Schichten in gefundene Klänge zu integrieren. Sie nutzte stundenlange Live-Radioaufnahmen, hauptsächlich aus Vashon Island im US-Bundesstaat Washington, und wählte ausgewählte Momente davon – Teile von Wetterberichten, Gebeten, Talkshows, Werbung und Musik – aus, um sie mit ihren eigenen Aufnahmen zu verbinden.

## Rezeption
Too Small to Be a Plain habe die sorgfältige Struktur einer Künstlerin mit einer Vision, enthalte dennoch alle Überraschungen von Jemandem, der keine Angst davor hat, nach Gehör zu spielen, schrieb Shy Thompson auf Bandcamp.
Bereits mitToo Small to Be a Plain habe sie die forschende, abstrakte Sensibilität entwickelt, die auch The Ceiling Reposes auszeichne, meinte Philip Sherburne auf Pitchfork.

## Diskographie (Auswahl)
- Zachary Good & Lia Kohl: Standing Lenticular (2020)
- Macie Stewart & Lia Kohl: Recipe for a Boiled Egg (Astral Spirits, 2020)
- Too Small to Be a Plain (Shinkoyo, 2022)
- The Ceiling Reposes (American Dreams, 2023)
- Normal Sounds (Moon Glyph, 2024)